# Odznaka Naczelnego Polskiego Komitetu Wojskowego
Odznaka Naczelnego Polskiego Komitetu Wojskowego lub odznaka pamiątkowa „Naczpol” – odznaka pamiątkowa Naczelnego Polskiego Komitetu Wojskowego w Rosji.
Odznaka ustanowiona została 15 września 1920 przez Naczelnego Wodza Józefa Piłsudskiego. Miała kształt białego krzyża. Pomiędzy ramionami krzyża płomienie. Na ramionach krzyża: górnym – data „1917”, dolnym – data „1918”, lewym – litery „NP” (pierwszy człon skrótu „NPKW”), prawym – litery „KW”. Na środek krzyża nałożona okrągła, czerwona tarcza. Na tarczy orzeł otoczony wieńcem. Odznaka noszona była na lewej piersi.
Oznakę nadawała Komisja Orzekająca, w formie uchwały, „za wybitne zasługi przy organizacji Wojska Polskiego na terenie byłej Rosji w latach 1917–1918„. Wnioski o przyznanie odznaki miały być składane do 1 stycznia 1921 roku.
Prawo do posiadania odznaki traciło się na podstawie wyroku sądowego orzekającego pozbawienie praw obywatelskich oraz za czyny niehonorowe na mocy orzeczenia Komisji Orzekającej.
Skład Komisji Orzekającej Odznaki Naczelnego Polskiego Komitetu Wojskowego (15 IX 1920 r.):
- por. Władysław Raczkiewicz – prezes

członkowie – byli członkowie Naczpola:
- gen. ppor. Aleksander Osiński
- ppłk Bolesław Jaźwiński
- ppłk Andrzej Tupalski
- mjr Eugeniusz Grabowski
- mjr Roman Sobański
- por. Zygmunt Borawski (sekretarz)

członkowie – byli współpracownicy Naczpola:
- ppłk Wincenty Podgurski
- ppor. Antoni Dziedzicki